# おかしなおかしな大泥棒
『おかしなおかしな大泥棒』（おかしなおかしなおおどろぼう、原題：The Thief Who Came to Dinner）は、1973年制作のアメリカ合衆国のコメディ映画。バッド・ヨーキン監督、ウォルター・ヒル脚本。

## あらすじ
コンピューター・エンジニアのウェブスターは、コンピューターがほとんどの仕事をこなすようになったため、人員削減でクビになる。
するとウェブスターは何を思ったのか、泥棒になることを決意、独学で泥棒になるために必要な秘術を習得、実業家のヘンダーリングが家族旅行に出ることを新聞記事で知ったウェブスターは、初仕事として彼の家に押し入ることにする。初仕事は難なく成功、宝石を手に入れた上に、ヘンダーリングの弱みまで握った。
その時、書斎に置かれたチェス・ボードを目にしたウェブスターは悪戯心からチェスの駒と駒の動きを動きを記したメモを残す。これをきっかけに、ウェブスターは空き巣を次々に成功させ、その度にチェスの駒とメモを残していったことから、“チェス泥棒”と呼ばれ、注目を集めるようになっていく。
ウェブスターはその過程で知り合ったローラと意気投合、彼が“チェス泥棒”であることを知った彼女と共に犯行を重ねていく。だがそんな彼を、保険会社の調査員デイブが追っていた。

## キャスト
| 役名                   | 俳優                       | 日本語吹替                     |
| 役名                   | 俳優                       | NET版                          |
| ---------------------- | -------------------------- | ------------------------------ |
| ウェブスター・マッギー | ライアン・オニール         | 広川太一郎                     |
| ローラ・キートン       | ジャクリーン・ビセット     | 平井道子                       |
| デイブ・ライリー       | ウォーレン・オーツ         | 名古屋章                       |
| ジャッキー・ジョンソン | ジル・クレイバーグ         | 宗形智子                       |
| ジーン・ヘンダーリング | チャールズ・シオフィ       | 西田昭市                       |
| ディームス             | ネッド・ビーティ           | 相模太郎                       |
| ズーコフスキー         | オースティン・ペンドルトン |                                |
| “ダイナマイト”ヘクター | グレゴリー・シエラ         | 青野武                         |
| テッド                 | マイケル・マーフィー       | 玄田哲章                       |
| ラスカー               | ジョン・ヒラーマン         |                                |
| 保険員                 | アラン・オッペンハイマー   | 寺島幹夫                       |
| トム                   | ジャック・マニング         | 筈見純                         |
| リベラ                 | ジョージ・モーフォゲン     | 国坂伸                         |
| 不明 その他            | N/A                        | 納谷六朗 吉田理保子            |
| 日本語スタッフ         |                            |                                |
| 演出                   |                            |                                |
| 翻訳                   |                            |                                |
| 効果                   |                            |                                |
| 調整                   |                            |                                |
| 制作                   | 制作                       | 日米通信社                     |
| 解説                   | 解説                       | 淀川長治                       |
| 初回放送               | 初回放送                   | 1976年7月18日 『日曜洋画劇場』 |